# Muriel av Stockholm
Muriel av Stockholm var ett svenskt lastfartyg och en motorseglare av typen skonare som minsprängdes under andra världskriget.

## Historik
Fartyget Muriel byggdes och sjösattes vid Kalmar varv den 30 mars 1943 och levererades den 16 juli till rederi AB Arild under namnet Muriel. Våren 1945 såldes Muriel till skeppsredare Dag Sundén-Cullberg i Stockholm för rederi AB Ranjas räkning och fartyget fick behålla namnet Muriel. Samtidigt övertogs befälet ombord av kapten Nylén.

## Minsprängningen
I Bergkvara hade Muriel intagit trälast för Littlehampton i England och befann sig den 4 oktober utanför den nederländska kusten. Kl 21:15 skedde en våldsam explosion, som klöv fartyget i två delar. Det var bara lasten av trä som höll samman de två fartygsdelarna och det var också trälasten som räddade nio av de tio besättningsmännen. På trälasten höll man sig flytande tills man var tvungen att överge det sjunkande vraket. Den omkomne jungmannen hade stått på utkik ovanpå däckslasten, då explosionen inträffade, men sedan såg man varken till honom eller däckslasten. Befälhavaren hittades medvetslös under skrivbordet i sin hytt, styrmannen gjorde en luftfärd och hamnade i livbåten och flera av besättningsmännen skadades. Styrbords livbåt och flotten var försvunna och babords livbåt var förstörd. Under natten timrade man ihop en flotte på det flytande vraket, vilken försågs med vatten och proviant. Man sände upp nödraketer och blossade. När det ljusnade fick man syn på styrbordsbåten, vilken man lyckades bärga. Denne visade sig vara hel och provianten flyttades över från den hopsnickrade flotten. Muriels förskepp sjönk och då akterskeppet allt hastigare började vattenfyllas, lämnade besättningen vraket i styrbordsbåten. Det rådde full storm och livbåten var flera gånger nära att vattenfyllas. Vid middagstid observerade man från livbåten att det sista, som var synligt av Muriel, försvann under vattenytan. Kl 19:00 nära ett helt dygn efter minsprängningen och efter ca 12 timmar i livbåten, siktades en fyr på den nederländska kusten. Vid midnattstid kunde den utmattade besättningen vada i land. Kapten Nylén fördes till sjukhus i Groningen och sedan besättningen, vilken mönstrat på fredagen den 13:e, vilat i tre dygn på ön Schiermonnikoog fördes över till det nederländska fastlandet.

## Omkomna
Jungman Nils Andersson, Stockholm